# Jan van Loenen

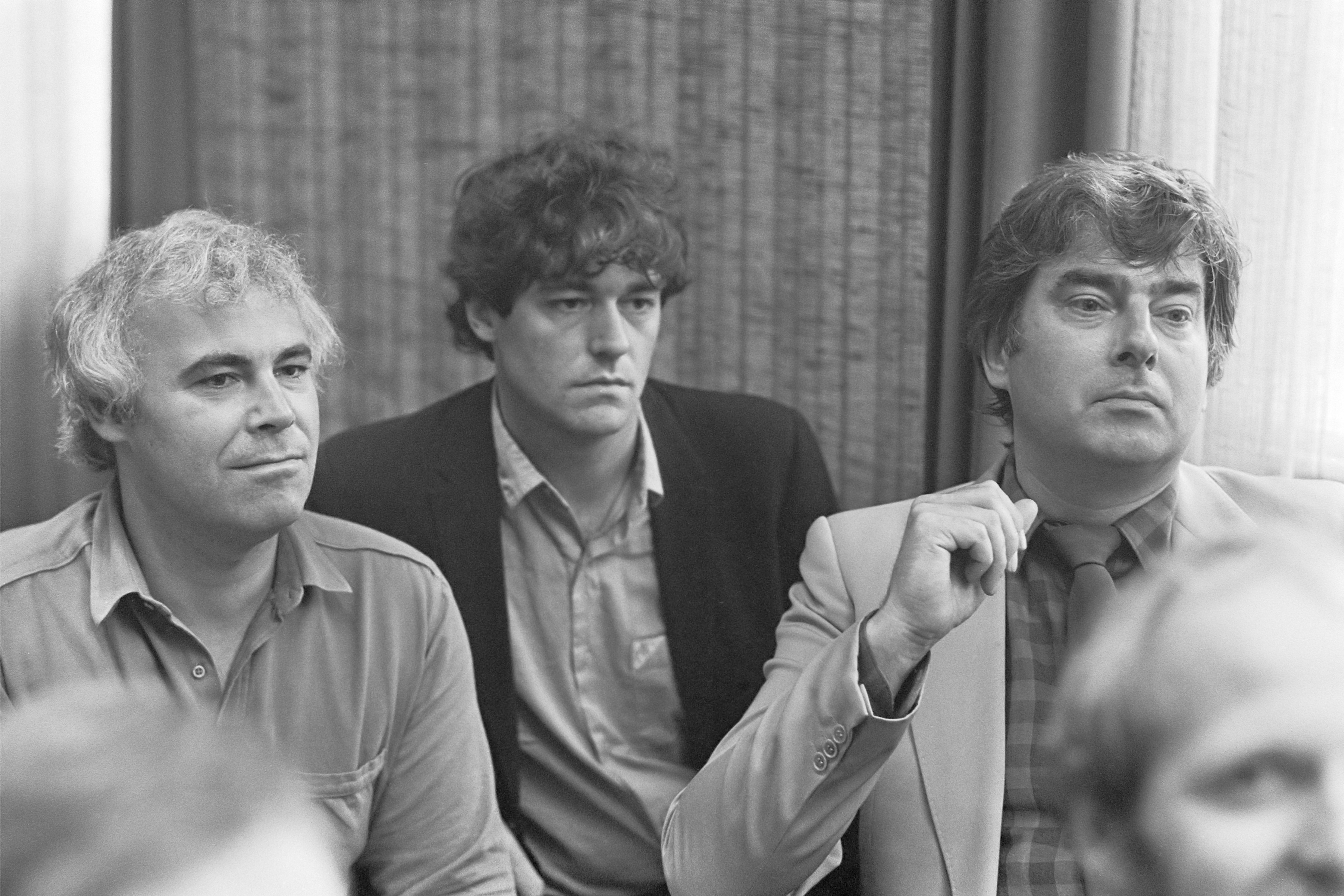
V.l.n.r. Henk van Hoorn, Jan van Loenen en Joop van Zijl (1981)

Jan van Loenen (Enschede, 15 juni 1956) is een Nederlands televisiejournalist.
Jan van Loenen begon zijn carrière in 1976 bij de VARA-televisie als verslaggever voor Achter het Nieuws en De Ombudsman. Voor de Woensdageditie van de VARA-radio maakte hij in de jaren tachtig wekelijks het programma-onderdeel De Pont, waarin forensen werd gevraagd naar hun mening over het nieuws van de dag.
In 1990 stapte hij over naar NOVA, in 2010 opgevolgd door Nieuwsuur. Van Loenen maakte talloze reportages in binnen- en buitenland. Spraakmakend was zijn vraag aan prins Willem-Alexander over de kwestie-Zorreguieta, waarop prinses Maxima antwoordde "Hij was een beetje dom".
In 2020 publiceerde Jan van Loenen het boek "Doorlopen! er valt hier niets te zien", waarin hij zijn ervaringen van 44 jaar journalistieke arbeid heeft verzameld.